# Fischerhütte (Schutzhütte)
Die Fischerhütte ist eine Schutzhütte der Sektion Neunkirchen des Österreichischen Touristenklubs und befindet sich am Hochplateau des Schneebergs auf 2049 m ü. A.

## Lage
Die Fischerhütte liegt auf einer Höhe von 2049 m ü. A. und ist damit die höchstgelegene Schutzhütte Niederösterreichs. Der benachbarte Gipfel des Kaisersteins (2061 m) erinnert an die Besteigung des Schneeberges durch Kaiser Franz I. am 10. August 1805 und am 30. Juli 1807. Etwa 800 Meter von der Fischerhütte entfernt befindet sich das Klosterwappen (2076 m), der höchste Gipfel in Niederösterreich.

## Geschichte
Die Fischerhütte wurde im 19. Jahrhundert gebaut. Vom Naturforscher Schultes stammt das folgende Zitat von 1802 nach einer damals noch sehr anstrengenden Reise auf den Schneeberge in Unterösterreich.
„Wenn nicht einst einer am Schneeberg eine sichere und bequeme Hütte baut, ist eine Übernachtung am Gipfel zu gefährlich. Ein in einer solchen Hütte gestiftetes gutes Barometer mit einem Thermometer, einem Hygrometer und einer kleinen Tafel, auf der die Wanderer, deren doch wenigstens zwanzig jeden Sommer hinauf kommen, die beobachtete Höhe und die Grade aufzeichnen, wäre sehr sinnvoll.“
83 Jahre später, am 19. Juli 1885, wurde sein Wunsch durch die Sektion Wiener Neustadt des Österreichischen Touristenklubs verwirklicht. In der Nähe des Kaisersteins wurde eine kleine, kaum wohnzimmergroße Holzhütte errichtet. Der Schwiegersohn des Alpinisten Fischer von Röslerstamm spendete 100 Gulden und gab so der Fischerhütte ihren Namen. Bei der Eröffnung sollen 520 Personen anwesend gewesen sein. Ständig steigender Tourismus und nicht zuletzt die Transportleistung der Zahnradbahn erforderten immer wieder Vergrößerungen. 1899 wurde die Hütte, die bis dahin der ÖTK-Sektion Wiener Neustadt unterstand, von der Zentrale des ÖTK übernommen.
Im Juni 1945 brannte die in der Zwischenzeit zum Haus gewachsene Hütte bis auf die Grundmauern ab. Der Wiederaufbau erforderte große finanzielle Opfer, und so konnte am 18. Oktober 1953 nur eine kleinere Ausgabe der alten Fischerhütte präsentiert werden. Jetzt kam wieder die Zeit der Zu- und Umbauten. 1963 wurde der Neubau auf das Doppelte vergrößert. Im Jahre 1974 übernahm die Sektion Neunkirchen des ÖTK die Verwaltung und Betreuung der Hütte. 1975 wurde die defekte Materialseilbahn abgetragen und ein Versorgungsweg von der Zahnradbahn angelegt. 1981 konnte die Hütte mit elektrischem Strom und einem Telefonanschluss ausgestattet werden. Der letzte Zubau erfolgte im Jahr 1991, durch den die Hütte ihr jetziges Aussehen erhielt. Im Jahr 2009 konnten die Wasserleitung und der Kanal bis zur Hütte verlegt werden. Ein offener WLAN-Hotspot für Gäste wurde realisiert. Aufgrund ihrer exponierten Lage sind bis heute ständig Reparaturarbeiten an der Hütte notwendig. Gerade diese Lage ermöglicht aber bei schönem Wetter einen Rundblick vom Dachstein bis zum Neusiedlersee. Da ständige Umbauten die finanzielle Möglichkeit des ÖTK Sektion Neunkirchen überstiegen, übernahm vor kurzem die Zentrale Wien des ÖTK wieder die Verwaltung.

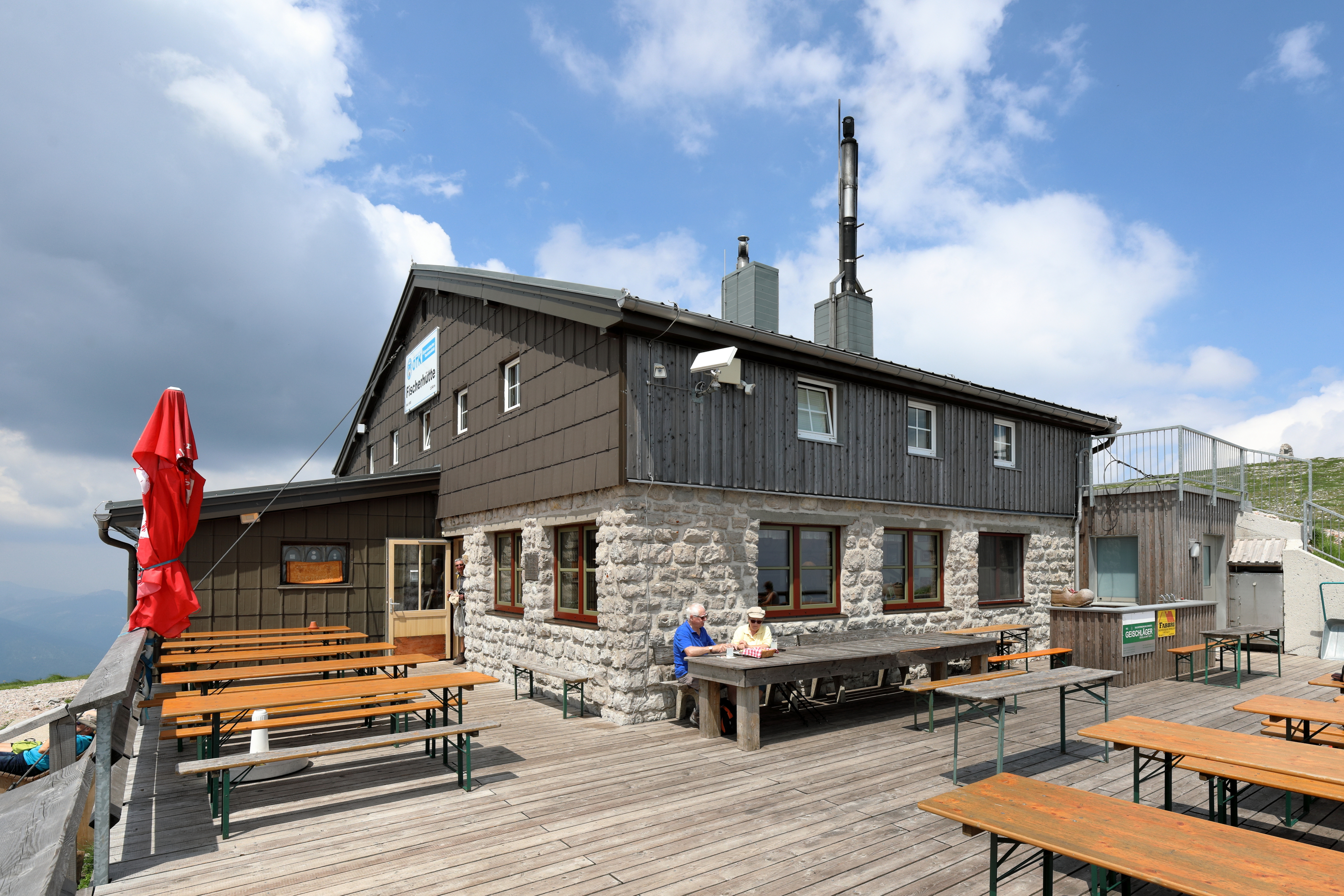
Südostansicht, 2019
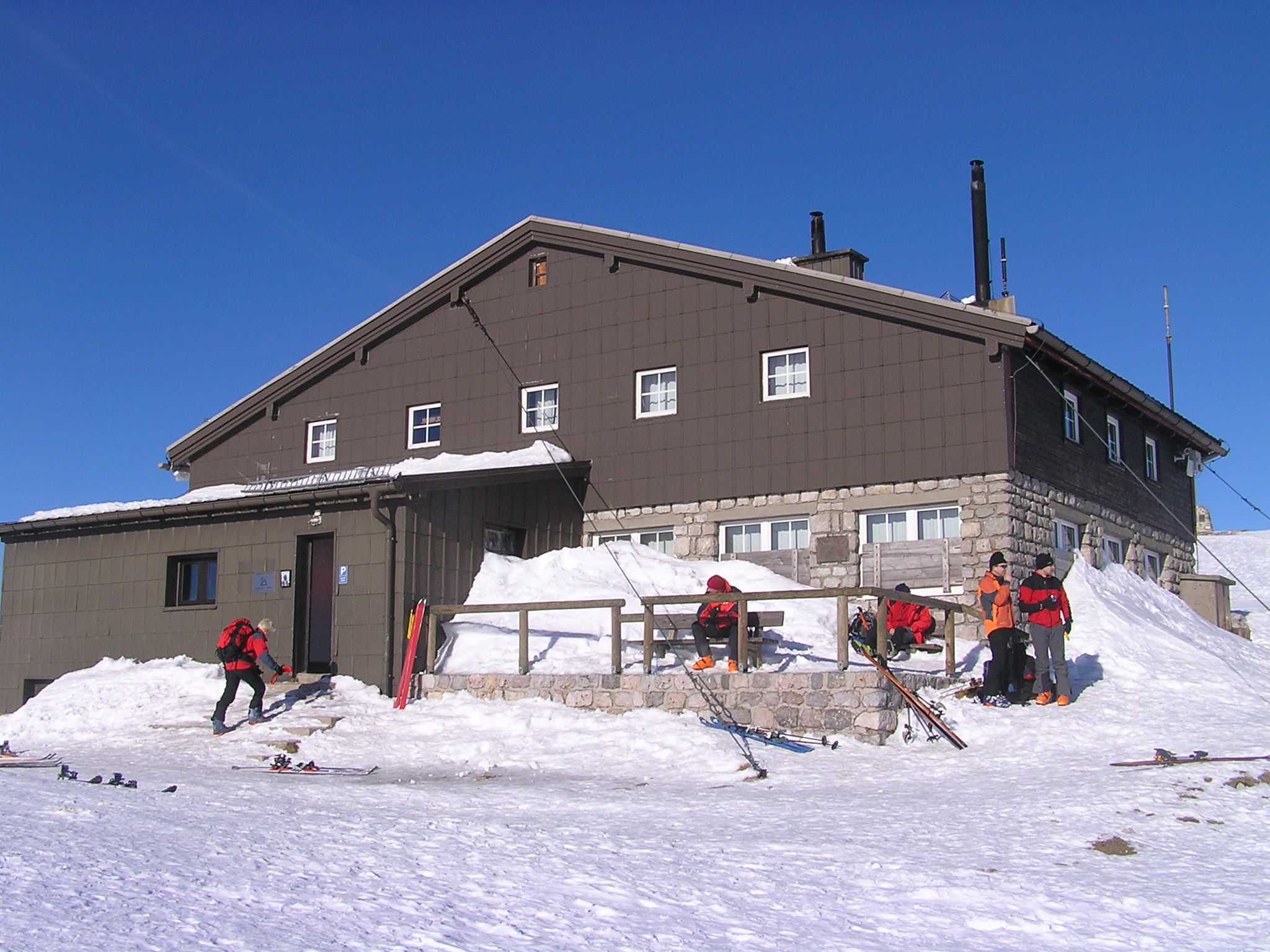
Fischerhütte im Winter 2007
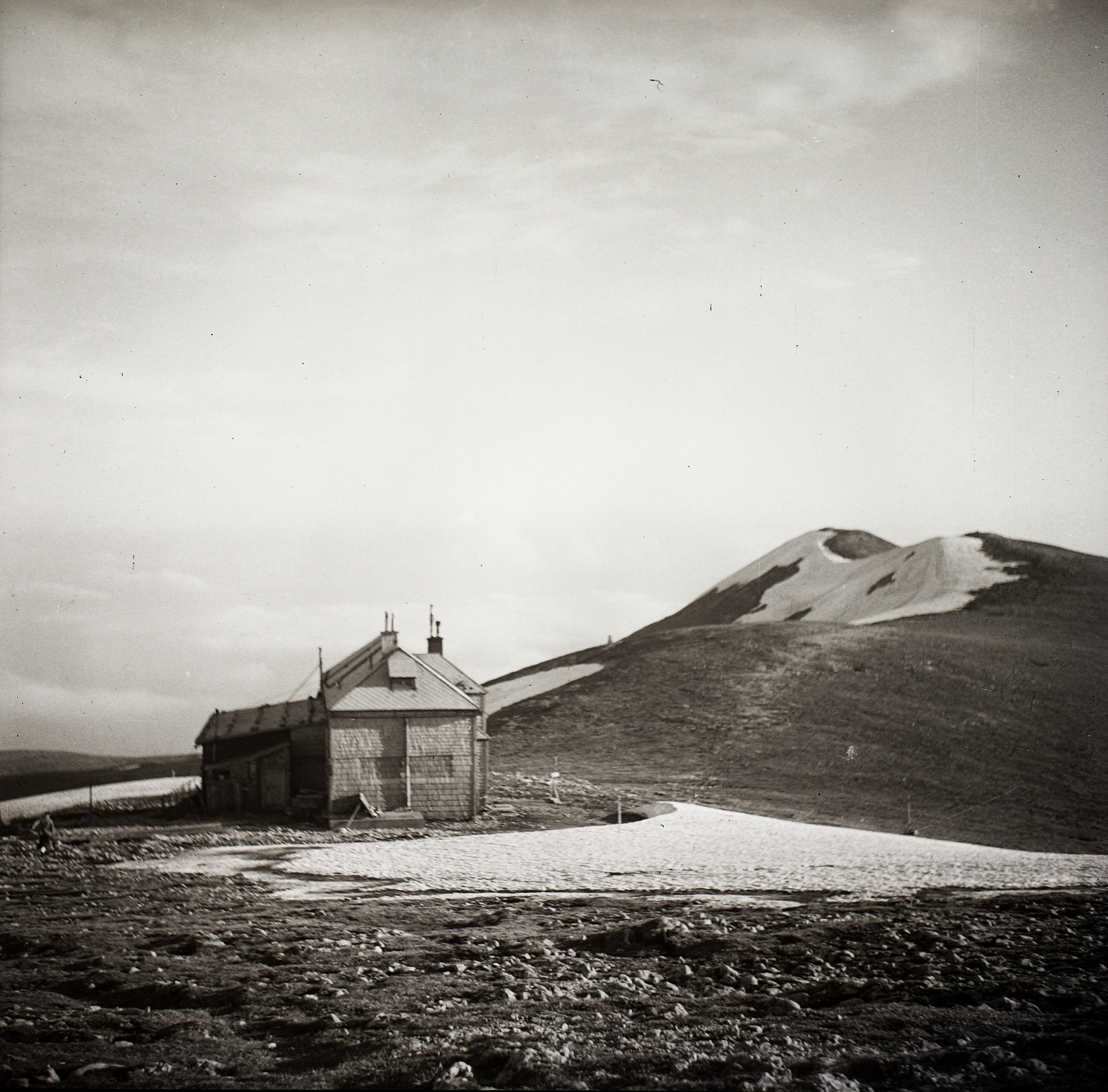
Fischerhütte, 1938
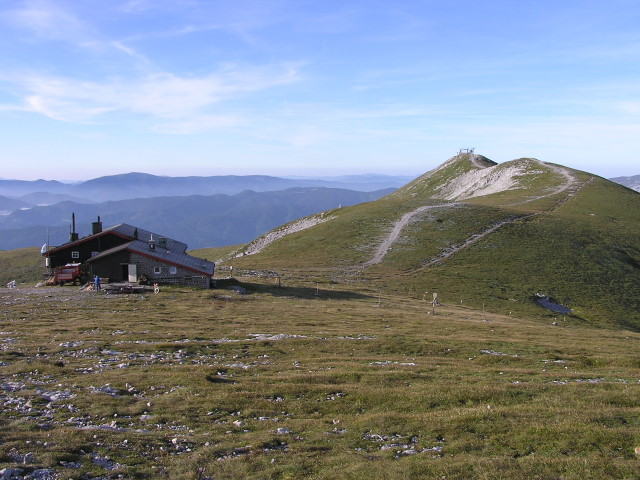
Fischerhütte vom Kaiserstein, rechts das Klosterwappen

Ab 1982 wurde die Fischerhütte 25 Jahre von Renate Berndorfer als Pächterin bewirtschaftet. Seit 2008 bewirtschaftet Michael Scheffer mit seiner Kathi die Hütte.

## Aufstieg
- Station Hochschneeberg der Schneebergbahn – Fischerhütte, Gehzeit ca. 75 min (Grüne Markierung)
- Losenheim – Fadensteig – Fischerhütte, Gehzeit ca. 3 Stunden (mit Sessellift ca. 2 Stunden) (Gelbe und rote Markierung)
- Höllental (Weichtalhaus) – Weichtalklamm – Klosterwappen – Fischerhütte, Gehzeit ca. 4 Stunden (Rote Markierung)

## Übergang zu anderen Hütten
- Damböckhaus
- Edelweisshütte
- Kienthalerhütte
- Berghaus Hochschneeberg